# Ludwik Bazylow

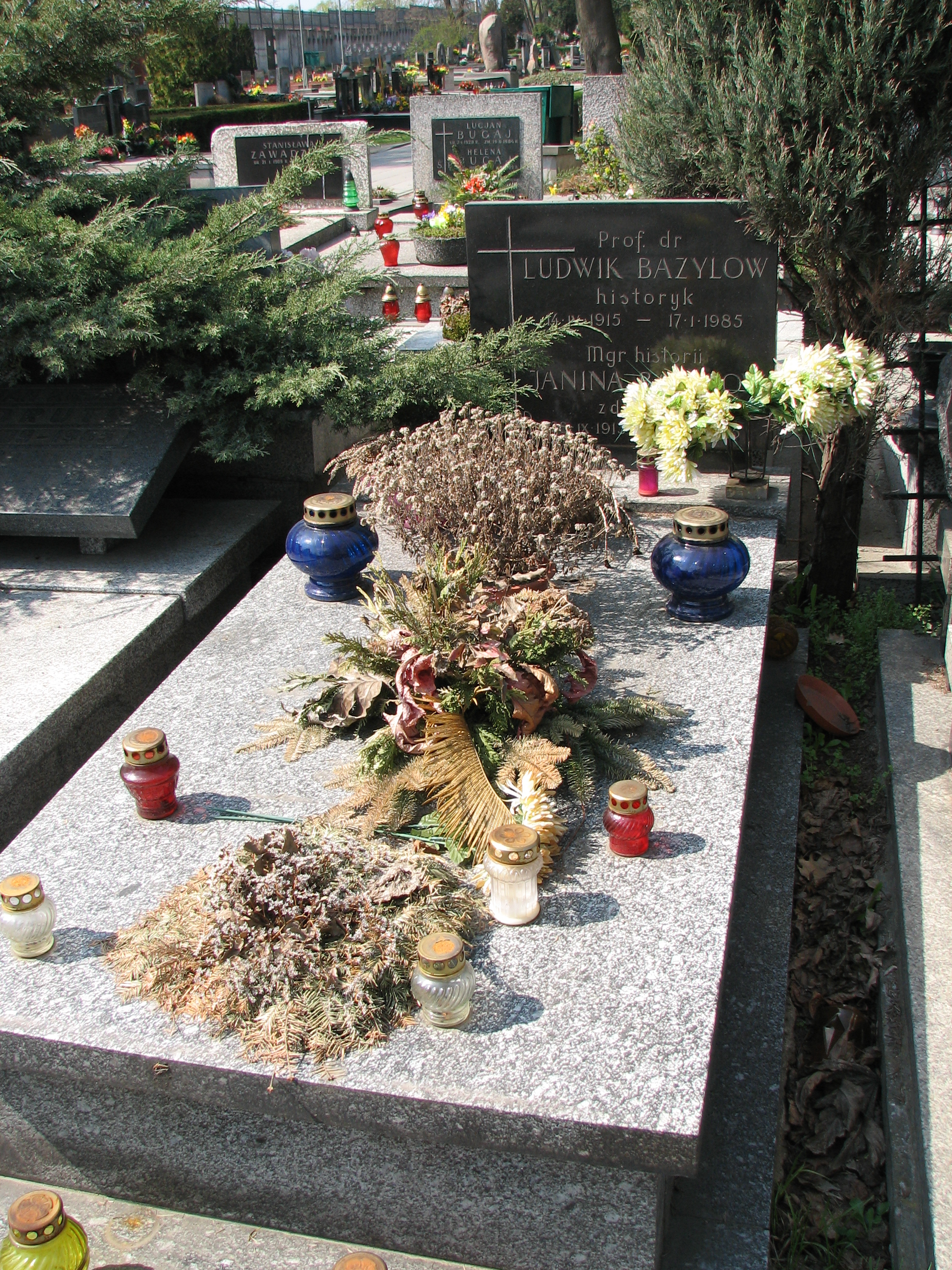
Grób Ludwika Bazylowa i jego żony Janiny na Cmentarzu Wojskowym na Powązkach

Ludwik Bazylow (ur. 14 kwietnia 1915 we Lwowie, zm. 17 stycznia 1985 w Warszawie) – polski historyk, badacz dziejów Europy Wschodniej, profesor Uniwersytetu Warszawskiego oraz Wojskowej Akademii Politycznej.

## Życiorys
Syn tramwajarza lwowskiego. Ukończył studia historyczne w 1936 i polonistyczne w 1938 roku na Uniwersytecie Jana Kazimierza we Lwowie. Zafascynowany nauką języków, znał m.in: sanskryt, rosyjski, serbołużycki, czeski, serbski. Za unikalną znajomość węgierskiego uzyskał w 1938 stypendium rządu węgierskiego w Budapeszcie, którego czas poświęcił pracom archiwalnym, na podstawie których w 1939 otrzymał w tej samej uczelni tytuł doktora historii (praca pod tytułem Starania Stefana Batorego o koronę polską) i starszą asystenturę w Katedrze Historii Polski. W latach 1940–1946 pracował w szkolnictwie i w Ossolineum. Po wojnie od VI 1946 do VIII 1952 na Uniwersytecie Wrocławskim był adiunktem w Katedrze Historii Śląska, a od 1952 na Uniwersytecie Warszawskim.
W latach 1952–1956 zastępca profesora, a 1956–1961 docent na Uniwersytecie Warszawskim, gdzie w 1961 roku został profesorem nadzwyczajnym, a w 1968 – zwyczajnym. Od 1961 roku był kierownikiem Katedry i Zakładu Historii Słowiańszczyzny i Europy Wschodniej UW. 1958–1966 prodziekan i dziekan Wydziału Historycznego UW. W latach 1966–1969 prorektor Uniwersytetu Warszawskiego. Od 1957 był także kierownikiem Zakładu Badań Historycznych Instytutu Polsko-Radzieckiego w Warszawie. Równolegle był w latach 1975–1981 dyrektorem Instytutu Krajów Socjalistycznych Polskiej Akademii Nauk. Od 1973 przewodniczył Komisji Historycznej Polsko-Radzieckiej PAN. Członek PZPR od 1949 roku. W 1983 wybrany w skład Krajowej Rady Towarzystwa Przyjaźni Polsko-Radzieckiej. Członek Rady Redakcyjnej periodyku Materiały i studia do historii prasy i czasopiśmiennictwa polskiego. Przez wiele lat był czynnym członkiem Rady Głównej Szkolnictwa Wyższego, Centralnej Komisji Kwalifikacyjnej ds. Kadry Naukowej, Komitetu Nauk Historycznych PAN. Był również wiceprzewodniczącym Komitetu Słowianoznawstwa oraz redaktorem naczelnym periodyku „Pamiętnik Słowiański”. Przez 10 lat przewodniczył Komitetowi Głównemu Akademickiego Turnieju Znajomości Języka Rosyjskiego i Wiedzy o Kraju Rad.
Jego dorobek naukowy obejmuje blisko 300 pozycji różnego rodzaju, które dotyczą głównie historii Rosji, dziejów Słowiańszczyzny oraz historii powszechnej.
Był żonaty z Janiną Michaliną Bazylow (1913–1985). Jego synem był dziennikarz Krzysztof Bazylow. Pochowany na Cmentarzu Wojskowym na Powązkach (kwatera 39C-4-7).

## Nagrody i odznaczenia
- Nagroda Ministra Nauki, Szkolnictwa Wyższego i Techniki I stopnia (czterokrotnie – 1970, 1973, 1982, 1983)
- Nagroda Ministra Nauki, Szkolnictwa Wyższego i Techniki II stopnia (1967)
- Nagroda zespołowa (1978) Ministra Nauki, Szkolnictwa Wyższego i Techniki
- Nagroda indywidualna Roku Nauki Polskiej (1973)
- Nagroda indywidualna Sekretarza Naukowego PAN (1978)
- Nagroda (zespołowa, wspólnie z Janem Sobczakiem) Trybuny Ludu (1978) za redakcję naukową "Encyklopedii Rewolucji Październikowej"[5]
- Nagroda im. Ludwika Waryńskiego (1983) za pracę "Historia powszechna 1789-1918"[6]
- Nagroda im. Wandy Wasilewskiej (1984)
- Krzyże Komandorski Orderu Odrodzenia Polski[1]
- Krzyże Kawalerski Orderu Odrodzenia Polski
- Order Sztandaru Pracy II klasy
- Złoty Krzyż Zasługi
- Tytuł honorowy „Zasłużony Nauczyciel PRL”[1]
- Doktor honoris causa Uniwersytetu im. Łomonosowa w Moskwie (1971)[1]

## Uczniowie
Do grona uczniów L. Bazylowa zalicza się takie osoby jak: Krystyna Bałabanow-Zahorska, Andrzej Ciupiński, Liliana Głuchowicz-Trzebska, Stanisław Gregorowicz, Leszek Jaśkiewicz, Jerzy Purc, Andrzej Skrzypek, Mieczysław Tanty, Liliana Trzebska, Paweł Piotr Wieczorkiewicz, Mirosław Wierzchowski.

## Najważniejsze prace
- Nikołaj Dobrolubow (1955);
- Działalność narodnictwa rosyjskiego w latach 1878–1881 (1960);
- Polityka wewnętrzna caratu i ruchy społeczne w Rosji na początku XX wieku (1966);
- Siedmiogród a Polska 1576–1613 (1967);
- Historia Rosji (1969);
- Dzieje Rosji 1801–1917 (1971);
- Ostatnie lata Rosji carskiej. Rządy Stołypina (1972);
- Społeczeństwo rosyjskie w pierwszej połowie XIX wieku (1973);
- Syberia (1975);
- Obalenie caratu (dwa wydania i przekład serbsko-chorwacki; 1976);
- Historia międzynarodowego ruchu robotniczego (wraz z Marianem Leczykiem i Michałem Pirko; 1980);
- Historia Mongolii (1981);
- Historia powszechna 1789–1918 (1981, II wyd. 1986, III wyd. 1995, IV wyd. 2000);
- Historii dyplomacji polskiej (red. II tomu) i autor części obejmującej lata 1900–1918 (1982);
- Historia Rosji, 2 tomy (1983);
- Polacy w Petersburgu (1984);
- Historia nowożytnej kultury rosyjskiej (1986);
- Historia powszechna 1492–1648 (1991).